# Max Burkholder
Max Henry Wolf Burkholder (Los Angeles, 1º novembre 1997) è un attore e doppiatore statunitense.

## Carriera
Burkholder inizia la sua carriera come doppiatore prestando la voce a Mordicchio nella versione originale della serie TV Alla ricerca della Valle Incantata basata sull'omonima serie di film. È di Burkholder anche la voce di Ro, nella versione originale, della serie televisiva animata I miei amici Tigro e Pooh e di World, l'amico immaginario nella scatola di giocattoli, nella serie televisiva animata Gli amici immaginari di casa Foster. 
Appare in Brothers & Sisters - Segreti di famiglia nel ruolo di Jack McCallister e in serie tv di successo come CSI: Miami, CSI: NY, Grey's Anatomy, The O.C., In Treatment e Zack e Cody al Grand Hotel. La popolarità arriva con il ruolo di Max Braverman, un ragazzo con autismo, che interpreta nella serie TV della NBC Parenthood. Per garantire la credibilità di questo ruolo, la produzione si avvale di due psicologi comportamentali che aiutano Burkholder nelle scene che coinvolgono il suo personaggio.

## Filmografia

### Attore

#### Cinema
- L'asilo dei papà (Daddy Day Care), regia di Steve Carr (2003)
- Love for Rent, regia di Shane Edelman (2005)
- Friends with Money, regia di Nicole Holofcener (2006)
- La notte del giudizio (The Purge), regia di James DeMonaco (2013)
- La prima notte del giudizio (The First Purge), regia di Gerard McMurray (2018)

#### Televisione
- The O.C. – 1 episodio, serie TV (2005)
- CSI: Miami – 1 episodio, serie TV (2006)
- CSI: NY – 1 episodio, serie TV (2006)
- Zack e Cody al Grand Hotel – 1 episodio, serie TV (2006)
- Brothers & Sisters - Segreti di famiglia - 4 episodi, serie TV (2007-2009)
- Grey's Anatomy – episodio 5x03, serie TV (2008)
- Uno sconosciuto alla mia porta (Point of Entry), regia di Stephen Bridgewater – film TV (2008)
- Private Practice – 2 episodi, serie TV (2009)
- In Treatment - 5 episodi, serie TV (2008-2009)
- Parenthood – 103 episodi, serie TV (2010-2015)
- Ted – miniserie TV, 7 episodi (2024-in corso)

### Doppiatore
- I Griffin (Family Guy) - 16 episodi, serie animata (2005-2012)
- Ant Bully - Una vita da formica (Ant Bully), regia di John A. Davis (2006)
- I miei amici Tigro e Pooh (My Friends Tigger & Pooh) (2007)
- Alla ricerca della Valle Incantata (The Land Before Time) - serie animata (2007)
- Gli amici immaginari di casa Foster (Foster's Home for Imaginary Friends) (2008)
- American Dad! - 2 episodi, serie animata (2008)
- The Cleveland Show - 1 episodio, serie animata (2009)
- Campi insanguinati (Children of the Corn), regia di Donald Borchers (2009)
- Invincible – serie animata, 8 episodi (2021)

## Riconoscimenti
- 2015 – Young Artist Awards[1]
  - Nomination Miglior performance in una serie televisiva – Giovane attore protagonista per Parenthood

## Doppiatori italiani
Nelle versioni in italiano delle opere in cui ha recitato, Max Bulkholder è stato doppiato da:
- Alex Polidori in In Treatment, La notte del giudizio
- Andrea Di Maggio in Parenthood
- Ruggero Valli in Brothers & Sisters - Segreti di famiglia